# Nicolò Cudrig
Nicolò Cudrig (Údine, Italia, 7 de agosto de 2002) es un futbolista italiano que juega de delantero en la Juventus Next Gen de la Serie C.

## Trayectoria
Comenzó a jugar al fútbol juvenil en el Udinese Calcio. El 31 de julio de 2018 fue trasladado al A. S. Monaco F. C. Al día siguiente fue cedido al Círculo de Brujas por un año.
El 29 de julio de 2021 pasó a la Juventus Next Gen, el equipo de reserva de la Juventus de Turín. Debutó el 22 de agosto de 2021 en una victoria por 3-2 contra el SSD Pro Sesto, marcando el gol del 2-2 en el minuto 41. El 24 de octubre falló un penalti en el empate 1-1 contra el SSD Pro Sesto en el minuto 24. El 20 de febrero de 2022 marcó su primer gol en la Serie C en el partido empatado 2-2 contra el 1913 Seregno Calcio.

## Selección nacional
Representó a Italia a nivel internacional en las categorías sub-15, sub-16, sub-17, sub-18 y sub-20.

## Estadísticas

### Clubes
Actualizado al último partido disputado el 31 de octubre de 2024.
| Club                          | Div.          | Temporada     | Liga  | Liga  | Copas nacionales | Copas nacionales | Copas internacionales | Copas internacionales | Total | Total |
| Club                          | Div.          | Temporada     | Part. | Goles | Part.            | Goles            | Part.                 | Goles                 | Part. | Goles |
| ----------------------------- | ------------- | ------------- | ----- | ----- | ---------------- | ---------------- | --------------------- | --------------------- | ----- | ----- |
| A. S. Monaco F. C. II Francia | 4.ª           | 2020-21       | 5     | 1     | —                | —                | —                     | —                     | 5     | 1     |
| A. S. Monaco F. C. II Francia | Total club    | Total club    | 5     | 1     | 0                | 0                | 0                     | 0                     | 5     | 1     |
| Juventus Next Gen · Italia    | 3.ª           | 2021-22       | 38    | 2     | 3                | 1                | —                     | —                     | 41    | 3     |
| Juventus Next Gen · Italia    | 3.ª           | 2022-23       | 31    | 3     | 3                | 1                | —                     | —                     | 34    | 4     |
| A. C. Perugia Calcio · Italia | 3.ª           | 2023-24       | 28    | 0     | 2                | 0                | —                     | —                     | 30    | 0     |
| A. C. Perugia Calcio · Italia | Total club    | Total club    | 28    | 0     | 2                | 0                | 0                     | 0                     | 30    | 0     |
| Juventus Next Gen · Italia    | 3.ª           | 2024-25       | 6     | 1     | 1                | 0                | —                     | —                     | 7     | 1     |
| Juventus Next Gen · Italia    | Total club    | Total club    | 75    | 6     | 7                | 2                | 0                     | 0                     | 82    | 8     |
| Total carrera                 | Total carrera | Total carrera | 108   | 7     | 9                | 2                | 0                     | 0                     | 117   | 9     |